# 滁州市
滁州市（じょしゅう-し）は、中華人民共和国安徽省に位置する地級市。

## 地理
滁州市は、蚌埠市、淮南市、合肥市、馬鞍山市、江蘇省と接する。

## 歴史
南北朝時代の473年（元徽元年）、南朝宋により新昌郡の元に頓丘県が設置されたのが滁州における行政区画の所見である。南朝梁が成立すると新昌郡は永陽郡と改称され、現在の市区部に南譙州が新設されている。
589年（開皇9年）、滁州が設置され清末まで沿襲され、下部に清流県、全椒県、来安県を管轄した。中華民国が成立すると1912年（民国元年）に滁県が設置された。
1949年、中華人民共和国が成立すると市域には滁県専区が設置され、下部に9県を管轄した。1992年に地級市に改編、2区6県を管轄し、1993年の天長、嘉山の県級市改編に伴い、現在は2区4県2県級市を管轄している。

## 行政区画
2市轄区・2県級市・4県を管轄する。
- 市轄区：
  - 南譙区・琅琊区
- 県級市：
  - 天長市・明光市
- 県：
  - 来安県・全椒県・定遠県・鳳陽県

| 滁州市の地図                                            |
| ------------------------------------------------------- |
| 琅琊区 南譙区 来安県 全椒県 定遠県 鳳陽県 天長市 明光市 |

### 年表
この節の出典

#### 皖北行署区滁県専区
- 1949年10月1日 - 中華人民共和国皖北行署区滁県専区が成立。滁県・来安県・江浦県・全椒県・定遠県・鳳陽県・嘉山県・盱眙県・炳輝県が発足。(9県)
- 1949年12月 - 江浦県が南京市に編入。(8県)
- 1950年1月 - 南京市江浦県を編入。(9県)
- 1952年3月28日 - 巣湖専区肥東県を編入。(10県)
- 1952年7月25日 - 鳳陽県の一部が宿県専区懐遠県に編入。(10県)
- 1952年8月7日 - 安徽省の成立により、安徽省滁県専区となる。

#### 安徽省滁県専区(1952年-1956年)
- 1952年11月15日 - 江浦県が江蘇省泰州専区に編入。(9県)
- 1954年11月 - 肥東県の一部が全椒県に編入。(9県)
- 1954年12月11日 - 肥東県の一部が全椒県に編入。(9県)
- 1955年2月21日 - 盱眙県が江蘇省淮陰専区に編入。(8県)
- 1955年5月 - 淮南市郊区の一部が定遠県・鳳陽県に分割編入。(8県)
- 1955年7月 - 滁県の一部が全椒県に編入。(8県)
- 1956年1月12日 - 滁県専区が宿県専区と合併し、蚌埠専区の発足により消滅。

#### 安徽省滁県地区(1961年-1992年)
- 1961年4月7日 - 蚌埠専区滁全県・嘉山県・定遠県・鳳陽県・来安県・天長県、合肥市肥東県を編入。滁県専区が成立。(7県)
- 1961年12月15日 - 滁全県が分割され、滁県・全椒県が発足。(8県)
- 1963年7月13日 - 合肥市東市区の一部が肥東県に編入。(8県)
- 1964年10月31日 - 定遠県・肥東県の各一部が六安専区寿県・肥西県の各一部と合併し、合肥市長豊県となる。(8県)
- 1964年12月27日 - 全椒県の一部が滁県に編入。(8県)
- 1965年5月21日 - 肥東県が巣湖専区に編入。(7県)
- 1965年7月10日 - 合肥市長豊県の一部が定遠県に編入。(7県)
- 1971年3月29日 - 滁県専区が滁県地区に改称。(7県)
- 1974年4月 - 嘉山県の一部が滁県に編入。(7県)
- 1975年12月19日 (7県)
  - 全椒県の一部(金壩公社の一部)が滁県に編入。
  - 滁県の一部(黄圩公社の一部)が全椒県に編入。
- 1979年4月20日 - 来安県の一部が江蘇省南京市浦口区に編入。(7県)
- 1982年11月25日 - 滁県が市制施行し、滁州市となる。(1市6県)
- 1985年11月 - 鳳陽県の一部が蚌埠市郊区に編入。(1市6県)
- 1992年12月20日 - 滁県地区が地級市の滁州市に昇格。

#### 滁州市
- 1992年12月20日 - 滁県地区が地級市の滁州市に昇格。(2区6県)
  - 滁州市が分割され、琅琊区・南譙区が発足。
- 1993年9月18日 - 天長県が市制施行し、天長市となる。(2区1市5県)
- 1994年5月31日 - 嘉山県が市制施行し、明光市となる。(2区2市4県)
- 2010年5月13日 (2区2市4県)
  - 南譙区の一部(南譙街道)が琅琊区に編入。
  - 琅琊区の一部(清流街道の一部)が南譙区に編入。
- 2018年9月11日 (2区2市4県)
  - 南譙区・来安県の各一部が琅琊区に編入。
  - 琅琊区の一部が南譙区に編入。

## 交通
鉄道
- 京滬線
  - 滁州北駅
- 京滬高速鉄道
  - 定遠駅
  - 滁州駅
- 寧滁都市間軌道交通